# Селін Гобервіль
Селін Гобервіль  (фр. Celine Goberville, 19 вересня 1986) — французька стрілець, олімпійська медалістка.

## Виступи на Олімпіадах
| Олімпіада           | Дисципліна                  | Місце |
| ------------------- | --------------------------- | ----- |
| Лондон 2012         | пневматичний пістолет, 10 м | 2     |
| Лондон 2012         | спортивний пістолет, 25 м   | 21    |
| Ріо-де-Жанейро 2016 | пневматичний пістолет, 10 м | 10    |

## Зовнішні посилання
- Досьє на sport.references.com